# Friends: The One with all the Trivia
Friends: The One with all the Trivia este un joc video de tip trivia, lansat în 2005, cu întrebări din serialul Friends. 
Are peste 3000 de întrebări și 700 de clipuri video și are posibilitatea de a fi jucat atât singleplayer, cât și multiplayer. A fost lansat atât pentru PS2, cât și pentru PC.
site oficial